# Wasserloos

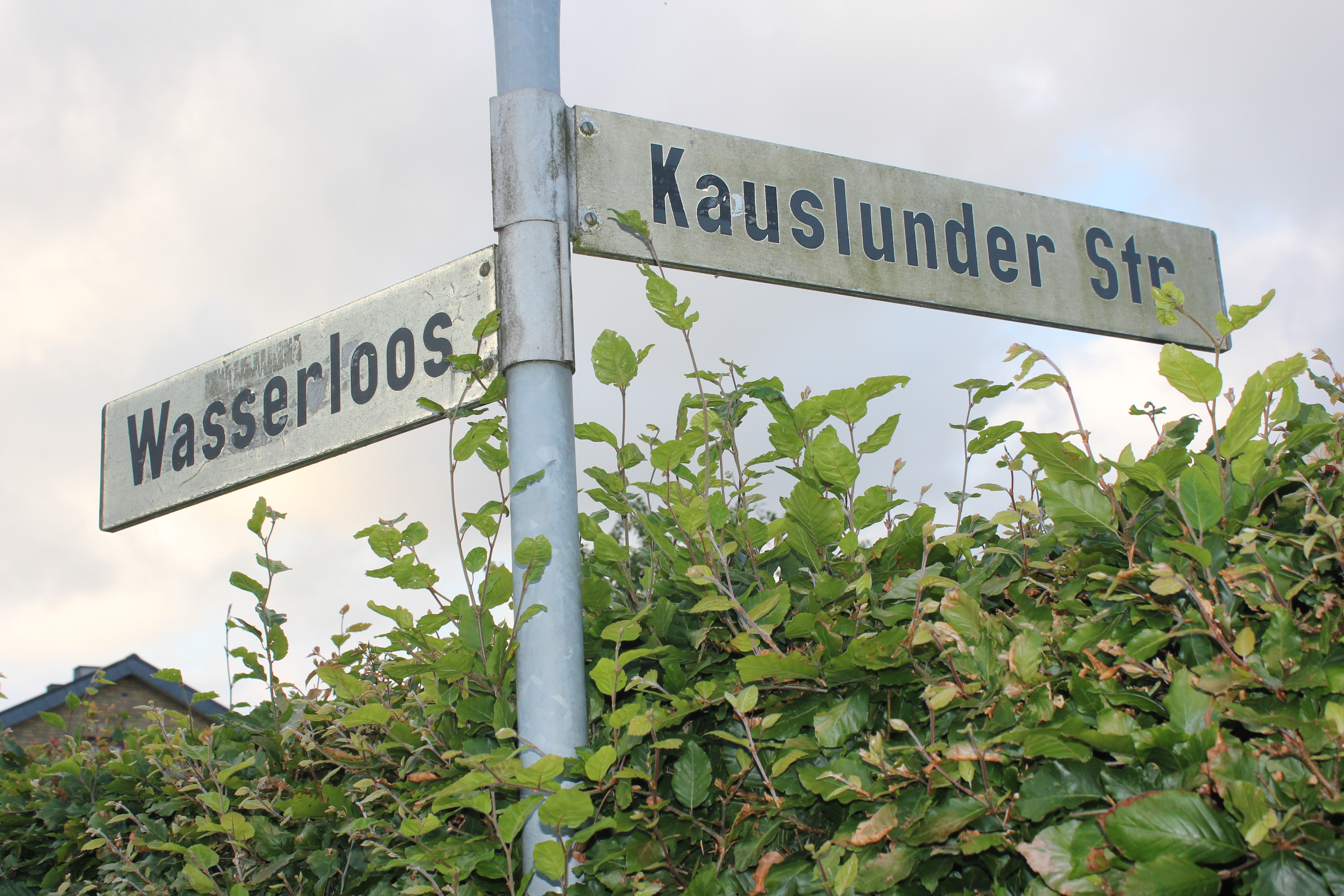
Straßenschilder Wasserloos und Kauslunder Straße bei Kauslund

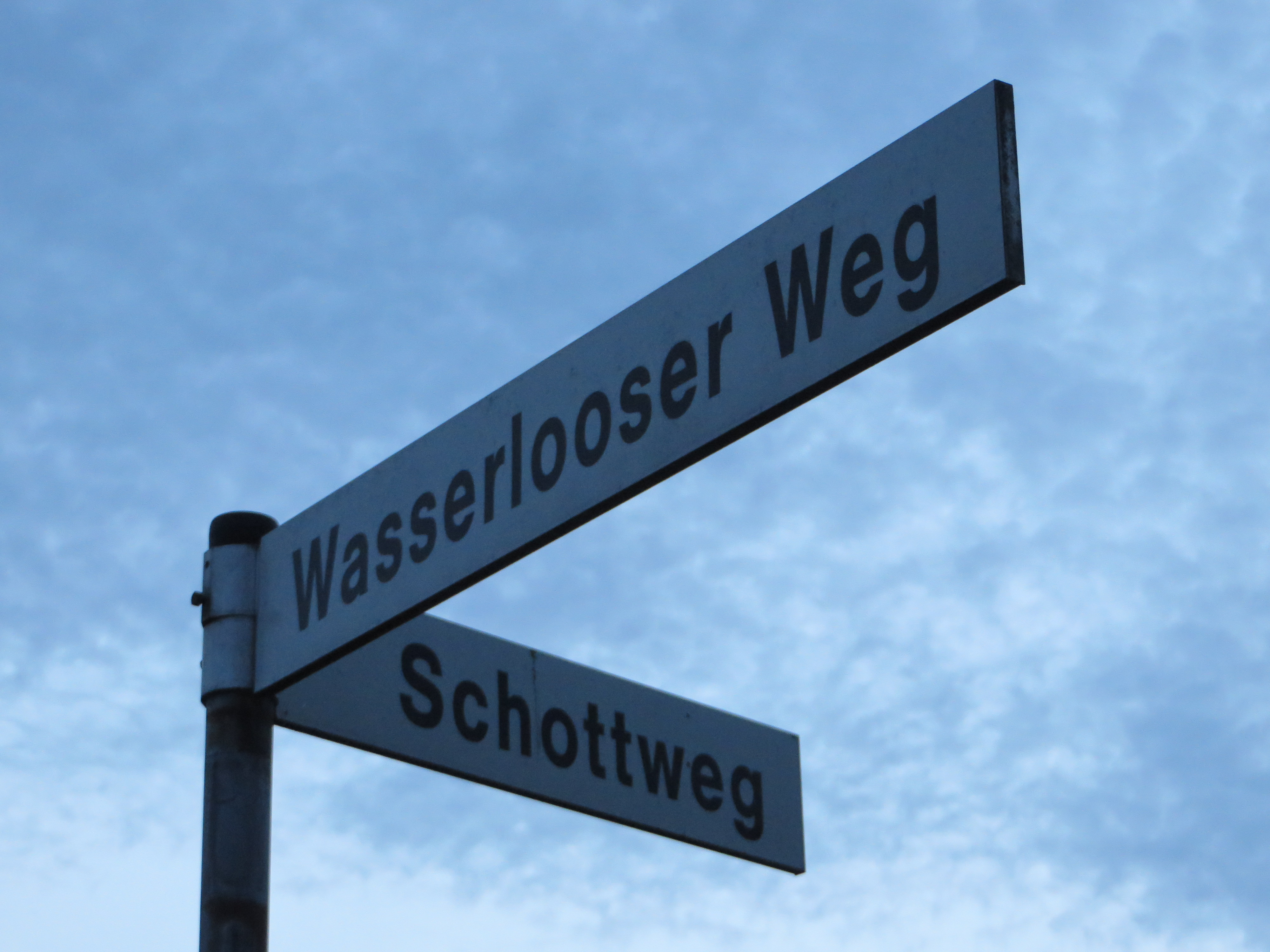
Die zwei Straßenschilder der beiden wichtigsten Straßen des Stadtbezirks Wasserloos, Wasserlooser Weg und Schottweg.

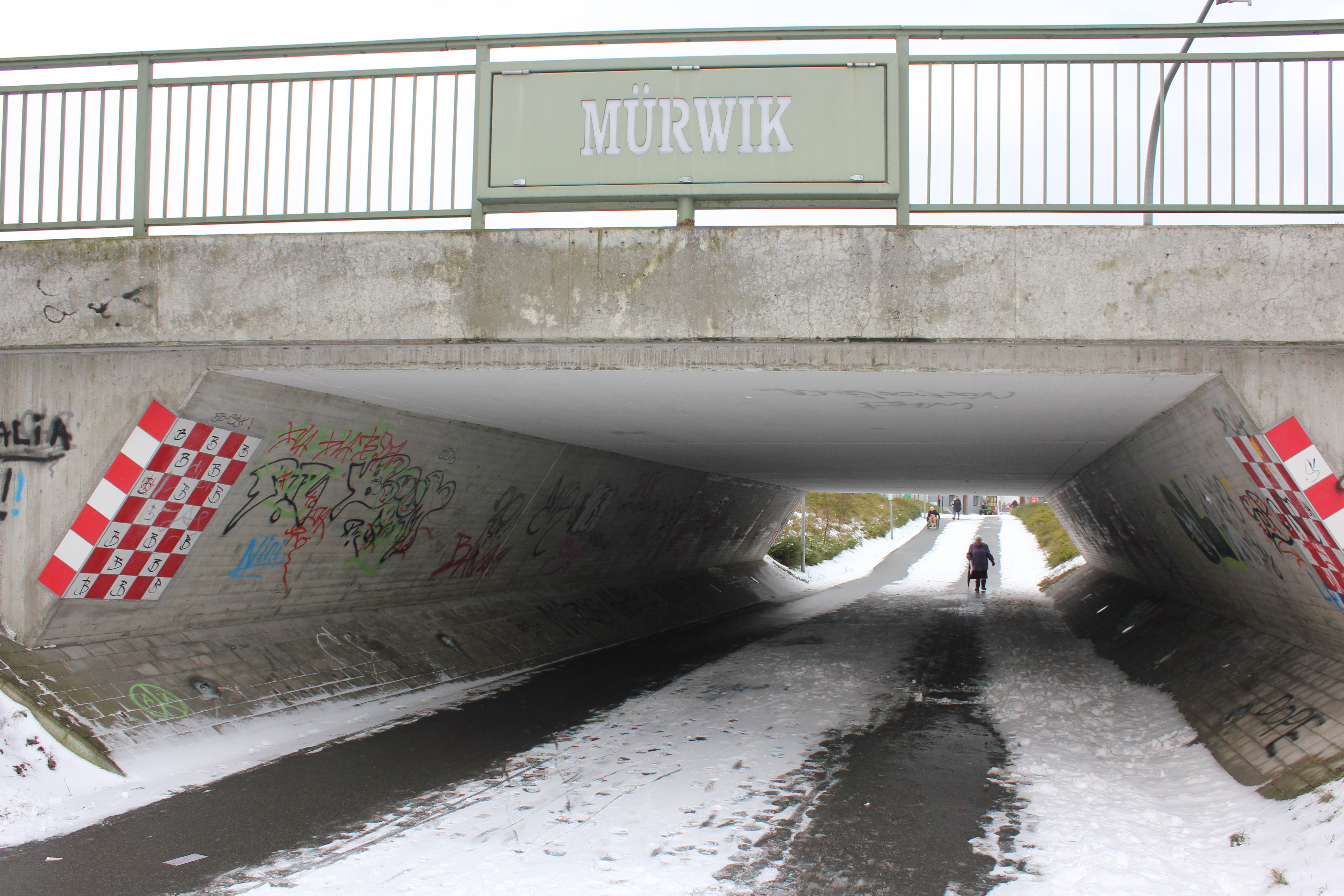
Jenseits der Nordstraße, am Ende der Unterführung für Fußgänger liegt Mürwik mit seinem Stadtbezirk Wasserloos.

Wasserloos (früher auch selten: Wasserlos; dän.: Vandløs) ist der Name einer kleinen Ortschaft, die als Teil von Twedt nach Flensburg eingemeindet wurde. Wasserloos besteht heute aus dem Stadtbezirk Wasserloos, nördlich der Nordstraße, im Stadtteil Mürwik, und aus der kleinen Straße Wasserloos, südlich der Nordstraße, im Stadtteil Engelsby.

## Geschichte
Die erste bekannte Erwähnung des kleinen Ortes stammt aus dem Jahr 1632, damals unter dem dänischen Namen „Vandløs“, mit der Bedeutung „wasserloser Ort“. Das kleine Katendorf Wasserloos gehörte zu dieser Zeit noch zur Husbyharde. Flensburgs Bebauung war noch nicht herangewachsen. Kurz darauf, für das Jahr 1634, ist die angeldänische Namensvariante „Wainloß“ überliefert, und aus dem Jahr 1691 ist der deutsche Name „waßerloß“ belegt. Des Weiteren war seit dem 18. Jahrhundert der niederdeutsche Name „Waterlos“ beziehungsweise „Waterloos“ für das Dorf verbreitet. Im Niederdeutschen gab es zudem auch die umgedeutete Variante „Waterlock“, welche „Wasserloch“ bedeutete. Seit 1847 setzte sich offenbar schließlich die Variante „Wasserloos“ durch.
Die Keimzelle des kleinen Dorfes Wasserloos lag dort, wo sich heute die Straße „Wasserloos“ befindet. Seinen Namen soll Wasserloos bekommen haben, weil es dort früher keinen Teich oder Brunnen gab. Die Bewohner von Wasserloos waren also „wasserlos“ und mussten das Wasser von einer Brunnenquelle heranschaffen, die sich mehr als 60 Meter von Wasserloos entfernt bei einer Koppel bei Kauslund befand. Das Dorf bestand im Jahr 1840 nur aus fünf Katen mit wenigen Bewohnern. Erst in den 1870er Jahren wurden in Wasserloos ein Brunnen gegraben und eine Wasserpumpe installiert, womit die wasserlose Zeit endete. In den 1880er Jahren entstand die Trasse der Flensburger Kreisbahn, die beim nahgelegenen Kauslund hielt. Die neue Wasserversorgung kam so auch einem dort gelegenen Gärtnereibetrieb zugute. 1910 wurde Wasserloos schließlich als Teil von Twedt eingemeindet.
Am 20. März 1924 wurde der Name der Straße Wasserloos offiziell festgeschrieben. Zwischen 1925 und 1934 fuhr auf der Trasse der Kreisbahn die Straßenbahn Flensburg. In der Zeit danach fuhr wieder die Kreisbahn auf der Strecke. Während des Zweiten Weltkrieges gehörte der Gärtnereibetrieb (Wasserloos Nummer 5) als Nahrungsmittelerzeuger zu den kriegswichtigen Betrieben. Die Kreisbahn fuhr bis in die 1950er Jahre auf ihrer Strecke. Dann wurde sie jedoch durch die Bundesstraße 199 ersetzt, die seitdem die Straße Wasserloos vom Stadtbezirk Wasserloos abtrennt.
Nach dem Zweiten Weltkrieg waren durch die aus den Vertreibungsgebieten eingetroffenen Flüchtlinge und Vertriebenen insbesondere die Flensburger Stadtteile Fruerlund und Mürwik stark gewachsen. Am 5. Dezember 1963 erhielt die zentral gelegene Straße des Stadtbezirks Wasserloos ihren Namen Wasserlooser Weg. Der Schottweg, in den sie mündet, existiert wohl schon seit dem 18. Jahrhundert. Bei dieser Mündung am Schottweg entstand Anfang der 1970er Jahre das Schottweg-Zentrum, in dem sich bis in die 1980er Jahre der Supermarkt P & Q befand, der später den Namen Eurospar erhielt. Obwohl das Zentrum im Stadtbezirk Wasserloos und somit in Flensburg liegt, übernimmt es seitdem auch eine Nahversorgungsfunktion für Engelsby.
Ab den 1980er Jahren entstanden im östlichen Teil Engelsbys eine große Anzahl von Einfamilienhäusern, so auch westlich, südlich und östlich der Straße Wasserloos. Die heutzutage in der Straße Wasserloos stehenden Gebäude sind aber auch nicht älter als aus der Kaiserzeit. Nur der Kern vom stark veränderten Haus Nummer 3 soll älter sein.
2004 wurde der Supermarkt des Schottweg-Zentrums von der SB-Warenhauskette famila übernommen. Nach einer Erweiterung im Jahr 2011 besitzt das Zentrum eine Fläche von 7000 Quadratmeter. Heute befinden sich im Schottweg-Zentrum neben famila noch ein Bäcker, ein Friseur, eine Poststelle, ein Reisebüro, ein Geschäft für griechische Spezialitäten, ein dm-drogerie markt, eine Takko-Filiale sowie eine Filiale des Dänischen Bettenlagers. Außerdem befindet sich beim Schottweg-Zentrum eine Tankstelle. Seit dem Bau der Osttangente wurde die Erreichbarkeit von Wasseloos mit seinem Zentrum nochmals erheblich gesteigert. Über die Straßenverbindung Schottweg-Friedheim ist der Twedter Plack, das Zentrum Mürwiks, zudem schnell erreichbar.

## Verschiedenes
- Die Vertriebsgesellschaft mbH Rumhandelshaus H. H. Pott Nfgr. hat in der Wasserlooslück 1 ihren Standort.[19]